# Cladonia consimilis
Cladonia consimilis Vain. (1885), è una specie di lichene appartenente al genere Cladonia,  dell'ordine Lecanorales.
Il nome proprio deriva dal latino consimilis, che significa del tutto simile, pressoché identico, ad indicare probabilmente la similitudine stretta con altre specie, fra cui C. connexa.

## Caratteristiche fisiche
Il fotobionte è principalmente un'alga verde delle Trentepohlia.

## Località di ritrovamento
La specie è stata rinvenuta nelle seguenti località:
- Brasile, a Caraça, nello stato del Minas Gerais.[3]

## Tassonomia
Questa specie è di incerta attribuzione per quanto concerne la sezione di appartenenza; in un primo momento (Ahti, (2000)) è stata inclusa nella sezione Perviae; oggi si tende a riferirla alla sezione Unciales; a tutto il 2008 non sono state identificate forme, sottospecie e varietà.